# Robert Surcouf
Robert Surcouf (ur. 12 grudnia 1773 w Saint-Malo, zm. 8 lipca 1827 w Saint-Servan) – francuski korsarz i armator.

## Biografia
Urodził się w rodzinie z tradycjami żeglarskimi sięgającymi XV wieku. Był odległym kuzynem korsarza René Duguay-Trouina (1673–1736). Dorastał w Cancale, następnie koło Dinan. Karierę żeglarską rozpoczął w 1786 roku jako chłopiec okrętowy w marynarce handlowej. Pomiędzy 1789 a 1794 rokiem służył na statkach biorących udział w handlu niewolnikami na Oceanie Indyjskim, kursujących pomiędzy wybrzeżami Mozambiku i Madagaskaru a koloniami francuskimi na Maskarenach (Mauritiusie i Reunionie). W 1794 roku objął jako kapitan dowództwo nad swoim pierwszym statkiem, 4-działowym „Créole”.
Działalność korsarską, skierowaną przeciw brytyjskim statkom, prowadził w latach 1795–1800 i ponownie 1807–1808. Odbył sześć wypraw, które trwały łącznie 44 miesiące. Jego działalność skoncentrowana była na Oceanie Indyjskim, w szczególności w Zatoce Bengalskiej. Bazował na Mauritiusie i Reunionie. Podczas swojej pierwszej wyprawy (1795) łupił statki handlowe nie posiadając listu kaperskiego, przez co postrzegany był za pirata, zarówno przez Brytyjczyków jak i władze francuskie. Zmuszony był usprawiedliwić swoją działalność przed Radą Pięciuset. Na przestrzeni lat zdobył łącznie 47 statków, z czego 5 na Atlantyku. Choć większość jego łupów stanowiły statki brytyjskie, znalazły się wśród nich także jednostki pod banderą duńską, portugalską i amerykańską. Do jego największych sukcesów należało zdobycie uzbrojonych statków handlowych (tzw. East Indiaman) – 26-działowego „Triton” (1796) i 38-działowego „Kent” (1800). Surcouf dowodził m.in. 18-działowymi „Clarisse” (1798) i „Confiance” (1800).
Po powrocie do Francji z pierwszej serii wypraw korsarskich, osiadł tam i ożenił się w 1801 roku. Zyski z działalności korsarskiej zainwestował we flotę 4–5 statków, które jako armator uzbrajał i wynajmował innym korsarzom, prowadzącym działalność antybrytyjską. Po upadku I Cesarstwa Francuskiego (1815) zainwestował we flotę kilkunastu statków towarowych i rybackich. W 1815 roku oraz w latach 1823–1826 zaangażowany był w transatlantycki handel niewolnikami, wówczas już zdelegalizowany na terenie Francji i jej kolonii. Stał się jednym z najzamożniejszych właścicieli statków we Francji.
W 1804 roku za swoje dokonania mianowany został kawalerem Legii Honorowej. Rok wcześniej odmówił propozycji wstąpienia do marynarki wojennej. Zyskał przydomek „króla korsarzy” (fr. roi des corsairs).

## Upamiętnienie
W Saint-Malo upamiętniony został pomnikiem autorstwa Alfreda Caravannieza. Jego nazwiskiem nazwanych zostało pięć okrętów francuskiej marynarki wojennej: awizo „Surcouf” z lat 1858–1885, krążownik pancernopokładowy „Surcouf” z lat 1888–1921, okręt podwodny „Surcouf” z lat 1929–1942, eskortowiec eskadrowy „Surcouf” z lat 1953–1971 oraz fregata rakietowa „Surcouf” w służbie od 1997 roku.

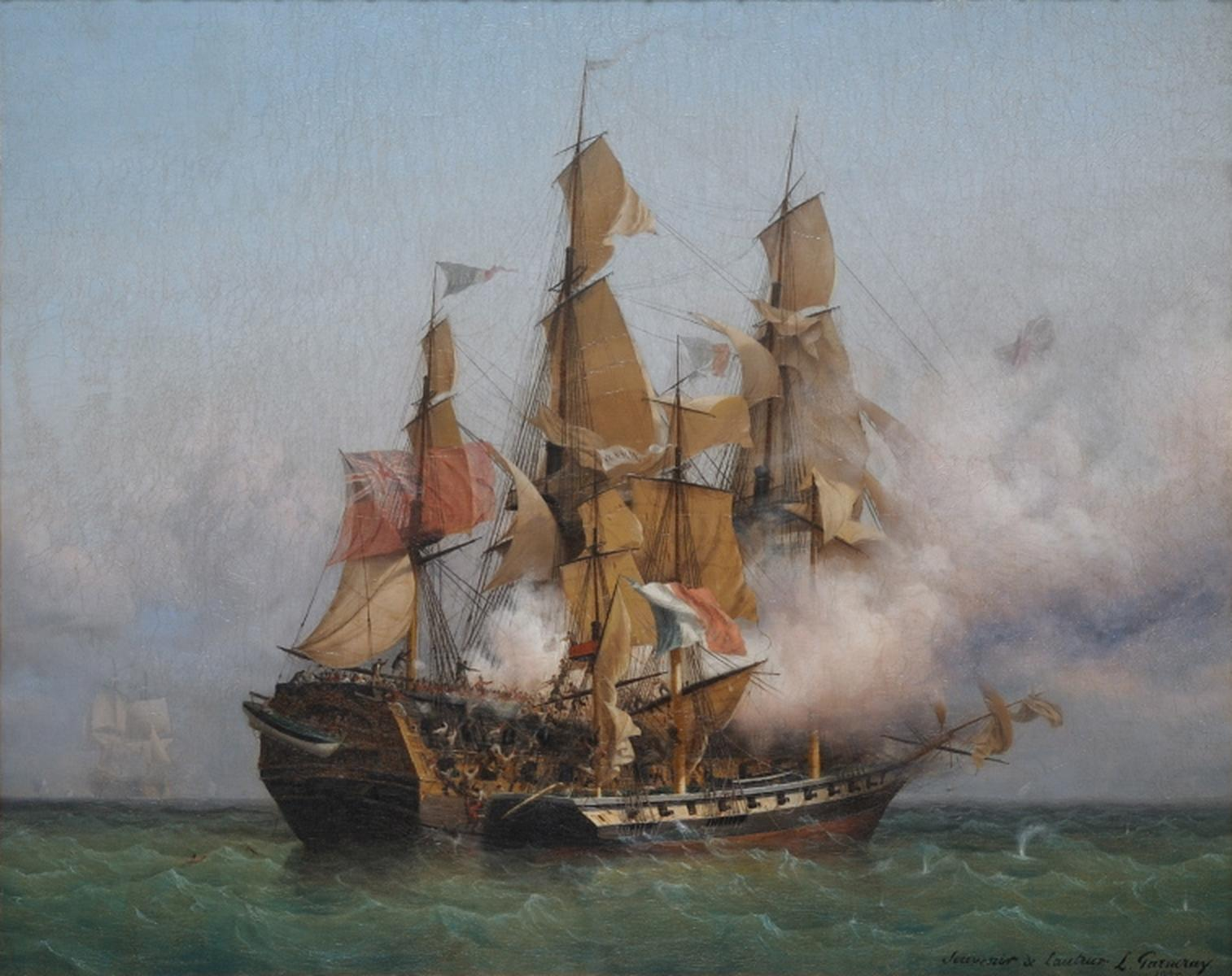
Zdobycie statku „Kent” przez „Confiance” pod dowództwem Surcoufa w 1800 r. – obraz Ambroise'a Louisa Garneraya(inne języki)
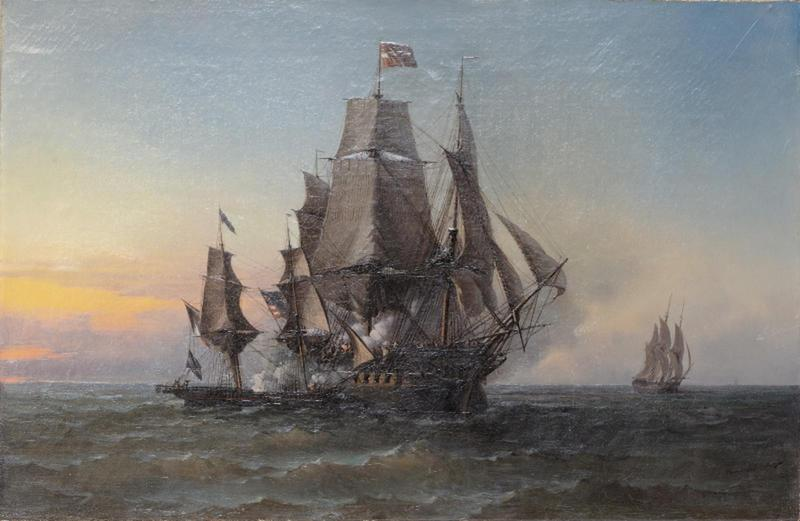
Zdobycie statku „Triton” przez „Cartiera” pod dowództwem Surcoufa w 1796 r. – obraz Léona Trémisota(inne języki)
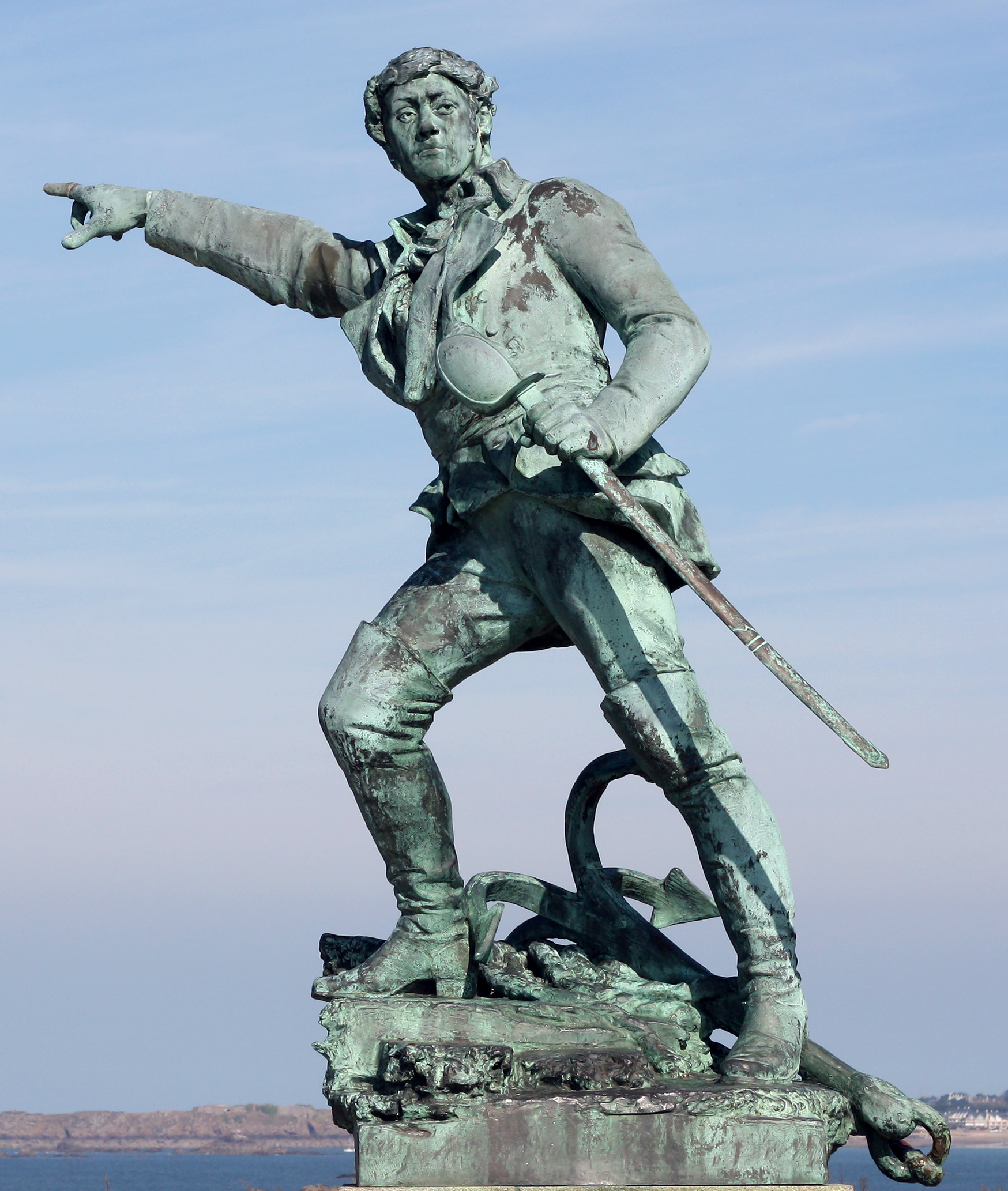
Pomnik Roberta Surcoufa w Saint-Malo